# Друга инаугурација председника Ричарда Никсона
Друга инаугурација Ричарда Никсона за председника Сједињених Држава одржана је у суботу, 20. јануара 1973. године, у Источном портику Капитола Сједињених Држава у Вашингтону. Била је то 47. инаугурација и обележила је почетак друге и последње четири -годишњи мандат и Ричарда Никсона као председника и Спира Егњуа као потпредседника. И Егњу и Никсон поднели су оставке у року од 2 године од овог мандата. У децембру 1973. године, Џералд Форд заменио је Егњуа на месту потпредседника, а наредне године Никсона на месту председника. То је учинило Никсона првом и од 2020. године, једином особом која је инаугурисана четири пута и као председник и као потпредседник. Врховни судија Ворен Е. Бергер положио је заклетву председника и потпредседника. Током церемоније, Пуштајте понос са нашом заставом, пуштена је песма посвећена председнику Никсону коју је компоновао Ханк Форт.